# Wendy i Richard Pini
Wendy Pini, nascuda Fletcher, (4 de juny de 1951) i Richard Pini (19 de juliol de 1950) són un matrimoni i equip responsable de la creació de la coneguda sèrie de còmics, novel·les gràfiques Elfquest i obres en prosa. També es coneixen com WaRP (com a Warp Graphics).

## Primers anys de vida
Wendy Fletcher va néixer a San Francisco el 1951 i des de ben jove va demostrar el talent per arribar a bon port com a il·lustrador professional i, finalment, com a creador d' Elfquest .
L'interès juvenil de Wendy per la fantasia es va inspirar en part en Shakespeare i Kipling. Es va inspirar artísticament en il·lustradors victorians com Arthur Rackham i Edmund Dulac, en dissenyadors com Walt Disney, Doug Wildey i Erté, així com en personatges de còmics com Jack Kirby i l'artista de manga japonès Osamu Tezuka.
Richard Pini va néixer el 1950, a New Haven, Connecticut. Després d'un rendiment acadèmic exemplar a l'escola, va ser acceptat al Massachusetts Institute of Technology (MIT) per obtenir un títol d'astrofísica. Sempre aficionat a la ciència-ficció, a la universitat va trobar una nova diversió en els còmics.
Wendy Fletcher i Richard Pini es van conèixer quan Pini va llegir una carta de Fletcher que havia estat publicada al número 5 del còmic Silver Surfer. Va començar una correspondència que abastava un període de quatre anys. Els dos es van casar el 1972 i Wendy va emprendre una carrera com a il·lustradora de revistes de ciència-ficció. Un títol en astronomia del MIT va portar Richard a ocupar un lloc al Planetari Charles Hayden de Boston com a conferenciant, fotògraf, guionista i tècnic en efectes especials. Més tard, va ensenyar astronomia de secundària i després va treballar per a IBM fins que Elfquest es va convertir en una professió a temps complet.

## Carrera
Fletcher va contribuir amb diverses portades i il·lustracions a les revistes Galaxy Science Fiction i Galileo a mitjan anys setanta. Abans de la publicació generalitzada d' Elfquest, Wendy també era coneguda per vestir-se a les convencions de còmics com Red Sonja.

### Elfquest

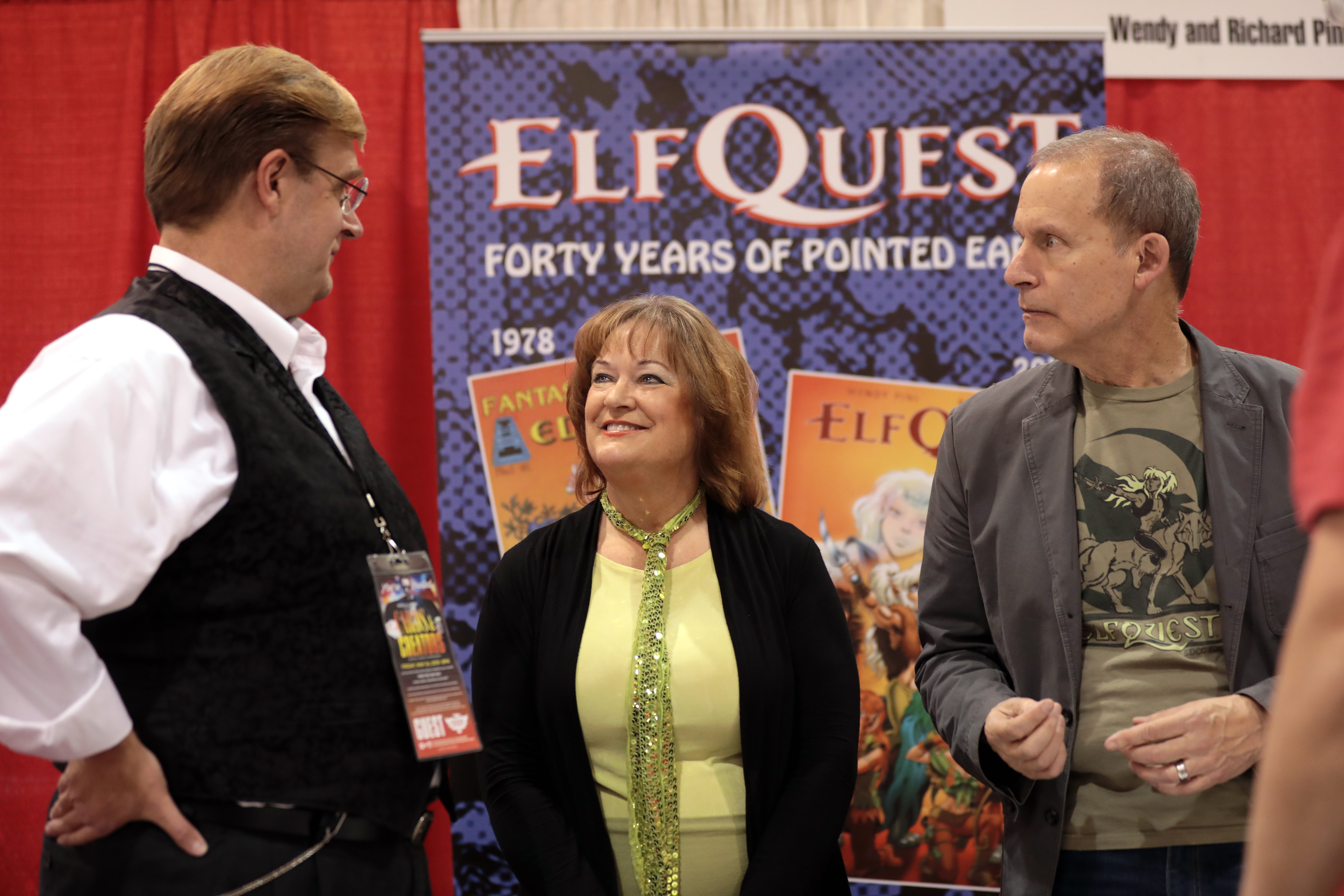
James A. Owen (esquerra) parlant amb Wendy i Richard Pini (centre, dreta) al Phoenix Fan Fusion del 2019

Elfquest, una història de fantasia sobre una comunitat d'elfs, es va llançar el 1978 amb Wendy Pini, amb art i coescriptura. Richard Pini, que havia estat treballant per a IBM, és acreditat com a coescriptor i editor a Elfquest, a més de manejar tots els aspectes editorials i empresarials de Warp Graphics.

### Stormbringer
Wendy Pini va escriure un llibre que documentava el seu intent de fer un projecte de cinema d'animació de les històries de Stormbringer. Law and Chaos: The "Stormbringer" Animated Film Project va ser publicat per Father Tree Press (una empremta de Pinis ' WaRP Graphics) el 1987. El llibre conté obres d'art originals, informació sobre els personatges, una visió general de la trama i la inversió personal de Wendy Pini en el projecte. La pel·lícula mai no es va acabar. No obstant això, es pot trobar el contingut complet de Law and Chaos al lloc web Masque of the Red Death.

### Màscara de la Mort Roja
El 2007, Wendy Pini va dirigir la seva atenció cap a un nou projecte aliè a Elfquest. Prenent com a punt de partida la història curta d'Edgar Allan Poe "La màscara de la mort vermella ", va adaptar el conte a la novel·la gràfica i als formats de còmic web, donant-li una inclinació futurista i distòpica.

### Altres treballs
A més d' Elfquest, Wendy Pini també va crear dues novel·les gràfiques basades en la sèrie de televisió La bella i la bèstia i ha il·lustrat històries ocasionals tant per a Marvel Comics com per a DC Comics. Va escriure una introducció al primer volum del llibre de butxaca del comerç de Gargoyles i esmenta que era una fan de la sèrie de televisió.

## Premis i distincions
- Premi Ed Aprill de 1979 (New York Comic Art Convention) - Millor còmic independent (Elfquest)
- 1979, 1980 Alley Award (Elfquest)
- 1980 Organització d'escriptors i artistes de premsa petita - Millor artista (còmics), Wendy Pini - Millor editor (còmics), Richard & Wendy Pini
- Convenció del còmic de San Diego de 1980 - premi Inkpot (Wendy Pini, Richard Pini)
- 1981 Phantasy Press Comic Art Awards (Woody Awards, en honor de Wally Wood) - Millor còmic alternatiu (Elfquest)
- 1983 Organització d'escriptors i artistes de premsa petita - Millor còmic (Elfquest)
- Premi Herois de 1983 (Els herois no són difícils de trobar) - Millor revista en blanc i negre (Elfquest)
- 1984 Premi Jaycees al servei distingit de l'estat de Nova York (Wendy i Richard Pini)
- 1985 Premi Balrog (Sword and Shield Corp. de Denver, Colorado) - Millor artista (Wendy Pini)
- Premis del còmic del Festival de fantasia de 1986 (El Paso Fantasy Festival) - Millor còmic alternatiu (Elfquest)
- 1987, 1988 Skywise (personatge d'Elfquest) introduït a la classe de primer any de l'Institut de Tecnologia de Massachusetts[9]
- Premi Golden Pen 1989 (Comitè consultiu per a joves, Spokane, Washington) (Elfquest)
- 2002 Saló de la Fama de les Dibuixants de les Amigues de Lulu (Wendy Pini)
- 2019 inclosos al Saló de la Fama dels Premis Eisner (Comic-Con International)

## Aparicions en altres suports
Els personatges basats en Richard i Wendy Pini apareixen al Ghost Rider volum 1, núm. 14 (data de portada octubre de 1975), així com els números 15, 17, 18 i 19, que van ser escrits per Tony Isabella. Richard és tècnic d'efectes especials i arranjador d'atrezzo per a un estudi de cinema de Hollywood, i Wendy és dissenyadora de vestuari.
Elfquest i Wendy Pini són referenciats a Uncanny X-Men núm. 153 (data de portada gener de 1982) de Marvel, "Kitty's Fairy Tale", escrit per Chris Claremont. En aquest número, Kitty Pryde porta tota una samarreta Elfquest, mentre que un sprite anomenat "Pini" apareix amb un "Bamf" a la pàg. 16.
A Fantastic Four núm. 242 (maig de 1982), l'escriptor/artista de la sèrie John Byrne retrata una obra Elfquest posat en escena en un teatre construït sobre el lloc de la pensió de mala mort, on la Torxa Humana va trobar el llavors amnèsic Namor a Fantastic Four núm. 4.
Richard Pini és caricaturitzat com un científic boig a Charlton Bullseye núm. 10 (desembre de 1982) en una història de Thunderbunny escrita per Martin Greim.
A la sèrie MythAdventures de Robert Lynn Asprin, Wendy i Richard apareixen a la dimensió de Limbo com Drahcir i Idnew: the Woof Writers, un equip d'homes llop marit i muller.